# Enganyapastors cuasedós
L'enganyapastors cuasedós (Antrostomus sericocaudatus) és una espècie d'ocell de la família dels caprimúlgids (Caprimulgidae) que habita boscos clars per l'est dels Andes a l'est del Perú, nord de Bolívia, Brasil, est del Paraguai i l'extrem nord-est de l'Argentina.